# Lenguas tupíes
Las lenguas tupíes o macro-tupí son una familia de menos de 80 lenguas aborígenes de América habladas por los pueblos tupíes (se considera que 76 todavía tienen algún hablante). Es la familia de mayor extensión geográfica en América del Sur, extendiéndose dispersamente tanto en la Amazonia como en la Cuenca del Plata. Comprende 10 subfamilias, de las cuales las más extendidas tanto geográfica como demográficamente son las lenguas tupí-guaraníes.

## Historia
Cuando los portugueses llegaron a Brasil, encontraron que en distintas áreas a orillas del mar de aquella nueva tierra, muchos locales hablaban lenguas similares. Los misioneros jesuitas aprovecharon estas similitudes, sistematizando estándares comunes, a la cual después llamaron língua geral ("lengua general") que se habló en la región hasta el siglo XIX. La lengua más hablada y más conocida de este grupo fue tupí clásico, cuyos modernas derivaciones aún se hablan entre los pueblos originarios de la región del Río Negro, donde se conoce como Ñehengatú, o la "buena lengua". Aun así, la familia tupí contiene otras lenguas. 
En el territorio español fronterizo, el guaraní, otra lengua tupí, muy cercana al tupí clásico, tenía una historia parecida. No obstante, el guaraní pudo resistir la expansión del español mejor de lo que los tupíes resistieron la expansión del portugués, gracias al histórico aislamiento del Paraguay, tanto geográfica como políticamente. Hoy el guaraní tiene 7 millones de hablantes y es una de los idiomas oficiales de Paraguay y del Mercosur. La familia tupí también incluye algunas otras lenguas con menos hablantes. Estas comparten la morfología irregular con las lenguas ye y caribes, por lo que Ribeiro las agrupa en la familia ye-tupí-caribe.

## Clasificación
Los primeros trabajos comparativos trataron a las lenguas tupí-guaraníes como miembros "puros" de la familia tupí-guaraní y las otras lenguas como miembros "impuros" de la misma (Nimuendajú 1948:214, Loukotka 1950:26). Sin embargo, el trabajo comparativo de A. Rodrigues (1953, 1986) dejó claro que las lenguas no tupí-guaraníes de la familia son subfamilias independientes y que las lenguas tupí-guaraníes son una rama más de la familia tupí.

### Lenguas de la familia

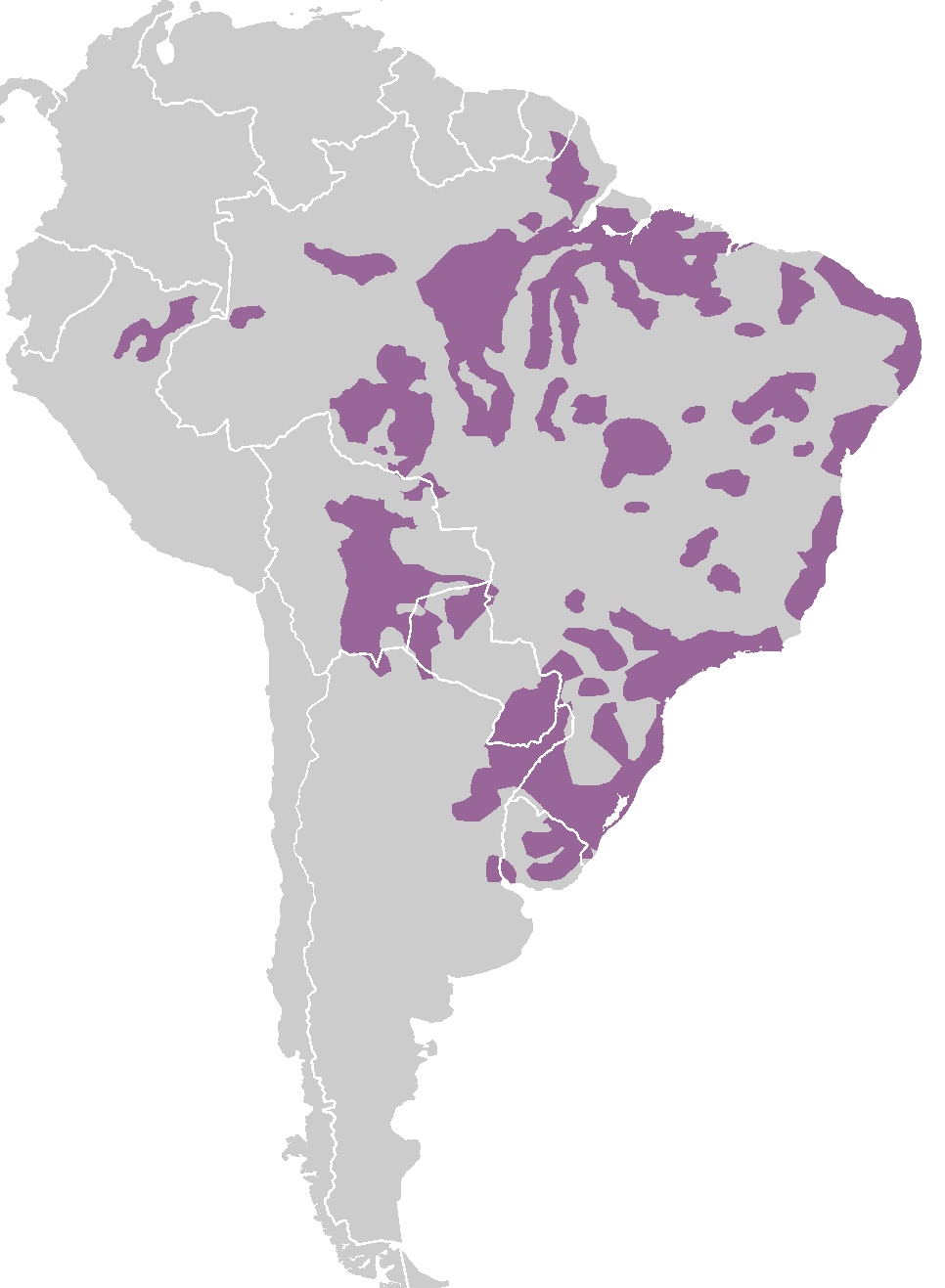
Áreas de expansión de las lenguas tupíes.

Las lenguas tupíes se dividen en 10 subfamilias, 9 de las cuales recaen enteramente en la cuenca del Amazonas y aún la décima subfamilia, las lenguas tupíes-guaraníes, tiene la mayor parte de sus miembros también en la cuenca Amazónica:
1. Subfamilia arikem: dos lenguas. Una de ellas, el arikem, está extinta. La restante, karitiâna, es hablada por unas 320 personas en el río Candeias, en el estado brasileño de Rondônia (2005).[3] Tenía 123 hablantes en 1997.[4]
2. Subfamilia awetí: una lengua, awetí o awetö, hablada por alrededor de 140 personas en el curso alto río Xingú, en el estado brasileño de Mato Grosso (2006).[5] Tenía 35 en 1997.[4]
3. Subfamilia yuruna: 3 lenguas.
4. Subfamilia mawé-sateré: una lengua, el mawé o sateré, hablada por unas 7.130 a 9000 personas en más de 14 aldeas entre el bajo río Tapajós y el bajo río Madeira, en los estados brasileños de Pará y Amazonas (2000).[6][7] En 1991 tenía 3000 hablantes[8] y en 1997 5.000.[4] En censo de 2010, da unos 13 mil hablantes,[9] aunque las estimaciones de 2008 eran de 9200 hablantes competentes, la mayor parte monolingües.
5. Lenguas mondé: 6 lenguas.
6. Subfamilia mundurukú: 2 lenguas.
7. Subfamilia puruborá: una lengua, puruborá, casi extinta. En 2002 se registraban solo dos hablantes en las nacientes del río San Miguel (tributario del río Guaporé), en el estado brasileño de Rondônia.[10]
8. Subfamilia ramárama: formado originalmente por unas cinco lenguas testimoniadas el listas de palabras, de las que solo sobreviviría el karo o arara.
9. Subfamilia tuparí: 5 lenguas.
10. Subfamilia tupí-guaraní: 52 lenguas en 8 subgrupos,[11] más una no clasificada. La principal lengua es guaraní paraguayo hablada por más de 6 millones de personas.

### Relaciones con otras lenguas
Diversos han sido los intentos de relacionar la familia tupí con otras lenguas. Recientemente se ha encontrado evidencia prometedora para sugerir un parentesco con las lenguas yê y las lenguas caribes. De confirmarse plenamente esta tesis, este parentesco implicaría que las lenguas ye-tupí-caribe constituyen la mayor familia en número de lenguas de Sudamérica y la que ha alcanzado mayor extensión geográfica en ese subcontinente.

## Descripción gramatical

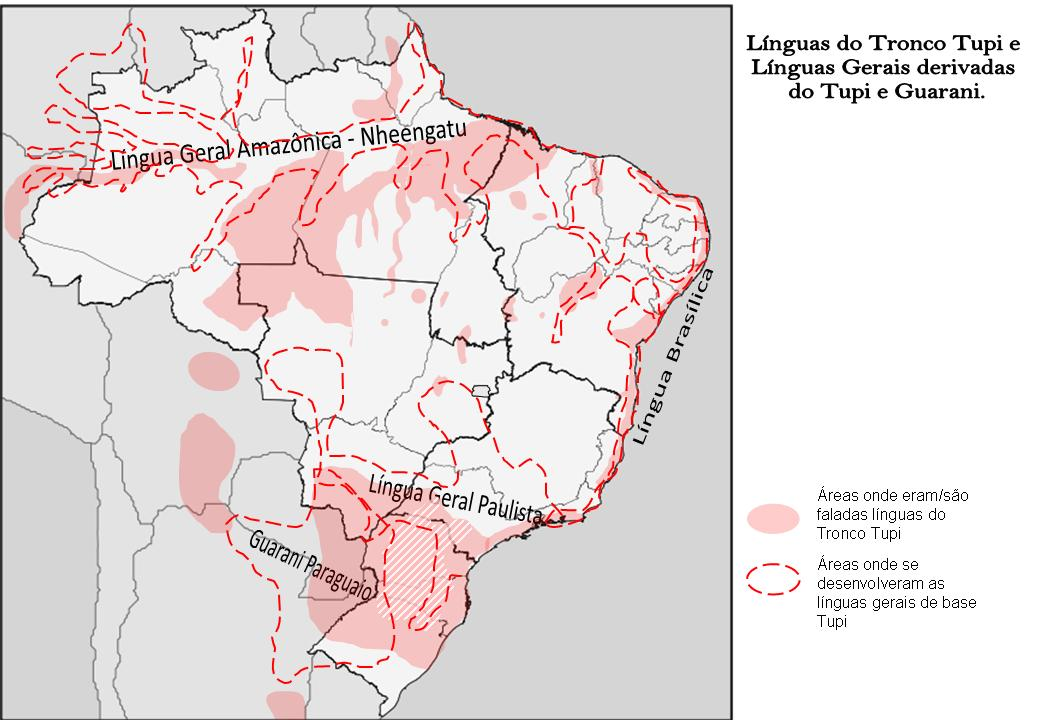
Áreas de expansión de las lenguas tupíes.

La mayoría de lenguas tupíes usan prefijos para marcar el sujeto o el objeto en el verbo, algunas lenguas marcan ambos. Algunas lenguas parecen tener características ergativas. El nombre no tiene marcas de caso morfológico, aunque en los adjuntos sintácticos u oblicuos se marcan mediante postposiciones. Tampoco existe género gramatical.

### Fonología
Todas las lenguas tupíes tienen tres oclusivas sordas /p, t, k/, dos nasales /m, n/ y tres sonorantes /w-β, r, y/, aunque todas las lenguas poseen algunos fonemas extras aparte de los mencionados, que varían de grupo a grupo. El número total de consonantes varía entre 10 y 19 para todas las lenguas. El siguiente cuadro resume los fonemas comunes a todas las ramas y también los presentes en solo algunas de las ramas, habiéndose escogido una lengua representativa para cada rama:
|                      | labial        | dental/ alveolar | palatal | velar            | glotal |
| -------------------- | ------------- | ---------------- | ------- | ---------------- | ------ |
| En todas las lenguas | p, w/β m      | t, ɾ n           | j       | k                | ʔ      |
| I Karitianá          |               | s                | ʧ       | ŋ                | ʔ,h    |
| II Awetí             |               | l ʦ, z           |         | ŋ                | ʔ      |
| III Juruna           | b             | d, l ʦ, z        | ʃ, ʧ, ʤ |                  | ʔ      |
| IV Mawé              |               | s                |         | ŋ                | ʔ, h   |
| V Gavião             | b             | d, l ʦ, z        | ʧ, ʤ ɲ  | g ŋ              | ʔ      |
| V Suruí              | b             | d, l             | ʧ, ʤ ɲ  | g ŋ              | ʔ      |
| VI Mundukurú         | b             | d, l             | ʃ, ʧ, ʤ | ŋ                | ʔ, h   |
| VIII Káro            | b             |                  | ʧ       | g ŋ              | ʔ, h   |
| IX Makurap           |               |                  | ʧ ɲ     | g ŋ              |        |
| X proto-TG           | pʷ, pʲ mʷ, mʲ | ʦ                | ʧ       | kʷ, kʲ ŋ, ŋʷ, ŋʲ | ʔ      |

Todas las lenguas tupí tienen entre 5 y 7 vocales orales diferentes: el Karo tiene 7 vocales, las lenguas tupí-guaraníes 6 y la mayoría del resto de lenguas 5. En la mayoría de lenguas cada vocal oral suele tener un correlato nasal, por lo que usualmente el número de vocales distintivas es más o menos 12. No suelen existir diferencias de cantidad vocálica y usualmente no existen más de dos grados de abertura en contraste (a veces existen 3, pero nunca cuatro). 
No existe una reconstrucción avanzada del proto-tupí. Aunque se conoce con precisión las características de la protolengua que dio lugar a algunas ramas. Así, el proto-tupí-guaraní ha sido bastante bien reconstruido y se ha avanzado mucho en la reconstrucción del proto-tuparí. En cualquier caso, el trabajo preliminar apunta a que el proto-tupí habría tenido dos grados de abertura en oposición, nasalidad distintiva y 5 o 6 vocales orales. Las vocales orales cerradas serían /i, ɨ, u/ y las vocales orales abiertas /e, a, (o)/, no está claro del todo si la distinción entre [u] y [o] es fonológica y de ahí las dudas en el número de vocales orales.

### Gramática
La morfología nominal es relativamente simple sin distinciones de género o número.
La morfología verbal es algo más compleja e incluye marcas de persona sujeto mediante prefijo. El sistema de prefijos pronominales en el verbo es razonablemente homogéneo a lo largo de toda la familia, como muestra el siguiente cuadro:
|              | 1.ª pers. sg. | 2ª pers. sg. | 1.ª pers. pl. inclusiva | 1.ª pers. pl. exclusiva | 2ª pers. pl. |
| ------------ | ------------- | ------------ | ----------------------- | ----------------------- | ------------ |
| I Karitiána  | i-            | a-           | iy-                     | ita-                    | ay-          |
| II Awetí     | a(y)-, i(t)-  | e(y)-        | kay-, ti-               | ozo-                    | eʔi-         |
| III Juruna   | u-            | e-           | se-                     | ulu-                    | ese-         |
| IV Mawé      | u-, a-        | e-           | (w)a-                   | uru-                    | e(we)-       |
| V Suruí      | o-            | e-           | pa-                     | tóy-                    | méy-         |
| VI Mundukurú | o-, we-       | e-           | wiy(e)-, a-             | oʧe-                    | ey-, epe-    |
| VII          |               |              |                         |                         |              |
| VIII Káro    | o-            | e-           | iʔ-                     | téʔ-                    | karo-        |
| IX           |               |              |                         |                         |              |
| X proto-TG   | *a-, *wi-     | *e(re)-      | *ya-                    | *ore-                   | *pe(ye)-     |

El número romano indica la rama de la familia tupí para la que se encuentra. La mayoría de ramas se ejemplifican con una lengua concreta, excepto la rama tupí-guaraní para las que se han reconstruido con bastante certeza las formas del proto-tupí-guaraní.

### Comparación léxica
En esta sección se examinan algunas formas léxicas de diferentes ramas con el objetivo de ilustrar la diferencia fonológica de las diferentes ramas entre sí:
| GLOSA              | I Karitiána | V Gavião | VIII Káro | IX proto- tuparí | X proto- tupí-Guaraní | PROTO- TUPÍ |
| ------------------ | ----------- | -------- | --------- | ---------------- | --------------------- | ----------- |
| 'corteza, cáscara' | opa         | sabee    |           | *apeʔ            | *pe                   | *sapeʔ      |
| 'huevo'            | sipi        |          |           | *upi+ʔa          |                       | *supi-      |
| 'pluma, ala'       | papi        |          |           | *pep+ʔo          | *pepo                 | *pep+ʔu     |
| 'pesado'           | piti        |          |           | *potsi           |                       | *potsi      |
| 'jaguar'           | ombaki      |          | ameko     | ameko            |                       | *ambeko     |
| 'piojo'            | gep         |          |           |                  | *kib                  |             |
| 'luna'             | oti         | kati     |           |                  |                       | *kati       |
| 'árbol'            | ʔep         |          | ʔip       | *kip             | *ʔib                  | *kib        |

Otra lista que compara cognados en diferentes lenguas es (Rodrigues, 1986):
| GLOSA    | X Tupinambá | II Awetí  | VI Mundurukú | I Karitiâna | IX Tuparí | V Gavião | PROTO- TUPÍ |
| -------- | ----------- | --------- | ------------ | ----------- | --------- | -------- | ----------- |
| 'mano'   | po          | po        | by           | py          | po        | pabe     | *po ~ *mbo  |
| 'pie'    | py          | py        | i            | pi          | tsito     | pi       | *py ~ *mby  |
| 'camino' | pe, ape     | me        | e            | pa          | ape       | be       | *(ja-)pe    |
| 'yo'     | ixe         | atit, ito | on           | yn          | on        | õot      | *u- ~ *ũT   |
| 'tú'     | ene         | en        | en           | an          | en        | ẽet      |             |
| 'madre'  | sy          | ty        | xi           | ti          | tsi       | ti       | *ty         |
| 'pesado' | posyi       | potyi     | poxi         | pyti        | potsi     | patii    | *poty-      |
| 'marido' | men         | men       | itop         | mana        | men       | met      | *mẽT        |
| 'jaguar' | iawar       | ta’wat    | wida         | omaky       | ameko     | neko     | *ameko      |
| 'árbol'  | ’yb         | ’yp       | ’ip          | ’ep         | kyp       | ’iip     | *ꝁɯP        |
| 'caer'   | ’ar         | ’at       | ’at          | ’ot         | kat       | ’al-     | *ꝁaT        |

Se puede encontrar una comparación de reconstrucciones para el proto-tupí en el wiktionary: Proto-Tupi.